# Гнильченська сільська рада
Гни́льченська сільська́ ра́да — адміністративно-територіальна одиниця та орган місцевого самоврядування в Підгаєцькому районі Тернопільської області. Адміністративний центр — село Гнильче.

## Загальні відомості
- Територія ради: 35,366 км²
- Населення ради: 932 особи (станом на 2001 рік)

## Населені пункти
Сільській раді були підпорядковані населені пункти:
- с. Гнильче
- с. Пановичі
- с. Червень

## Населення
За переписом населення України 2001 року в сільській раді мешкали 932 особи. 100 % населення вказало своєю рідною мовою українську мову.

## Склад ради
Рада складалася з 12 депутатів та голови.
- Голова ради: Тетерук Ігор Миколайович
- Секретар ради: Лабинська Любов Леонідівна

### Керівний склад попередніх скликань
| Прізвище, ім'я, по батькові | Основні відомості                                                 | Дата обрання | Дата звільнення |
| --------------------------- | ----------------------------------------------------------------- | ------------ | --------------- |
| Скорик Марія Михайлівна     | Сільський голова, 1957 року народження, позапартійна              | 26.03.2006   | 31.10.2010      |
| Сміх Іван Володимирович     | Сільський голова, 1949 року народження, освіта вища, безпартійний | 31.10.2010   | 16.12.2013      |
| Тетерук Ігор Миколайович    | Сільський голова, 1989 року народження, освіта вища, безпартійний | 25.05.2014   |                 |

Примітка: таблиця складена за даними сайту Верховної Ради України

### Депутати
За результатами місцевих виборів 2010 року депутатами ради стали:

#### За суб'єктами висування
| Суб'єкт висування | Кількість обраних депутатів | %   |
| ----------------- | --------------------------- | --- |
| Самовисування     | 12                          | 100 |

#### За округами
| № округу | Прізвище, ім'я, по батькові     | Дата визнання обраним | Освіта             | Партійна приналежність | Відомості про обраного депутата |
| -------- | ------------------------------- | --------------------- | ------------------ | ---------------------- | ------------------------------- |
| 1        | Довжинський Михайло Миколайович | 05.11.2010            | середня спеціальна | позапартійний          | тимчасово не працює             |
| 2        | Плекан Дарія Йосипівна          | 05.11.2010            | вища               | позапартійна           | Сільська рада, землевпорядник   |
| 3        | Коваленко Іван Сергійович       | 11.01.2011            | середня            | позапартійний          | ДП «Ямниця», робітник           |
| 4        | Годун Василь Антонович          | 05.11.2010            | середня спеціальна | позапартійний          | пенсіонер                       |
| 5        | Сміх Марія Йосипівна            | 11.01.2011            | вища               | позапартійна           | загальноосвітня школа, вчитель  |
| 6        | Душняк Ганна Іванівна           | 13.09.2011            | середня спеціальна | позапартійна           | , тимчасово не працює           |
| 7        | Чабаранко Михайло Михайлович    | 04.03.2012            | середня            | позапартійний          | тимчасово не працює             |
| 8        | Федчишин Михайло Володимирович  | 05.11.2010            | середня спеціальна | позапартійний          | клуб, завідувач                 |
| 9        | Борсук Михайло Михайлович       | 11.01.2011            | середня спеціальна | позапартійний          | загальноосвітня школа, кочегар  |
| 10       | Цяпало Ігор Васильович          | 05.11.2010            | середня спеціальна | позапартійний          | тимчасово не працює             |
| 11       | Королевич Віталій Михайлович    | 05.11.2010            | середня спеціальна | позапартійний          | ДП «Ямниця», сторож             |
| 12       | Кочило Анатолій Валерійович     | 04.03.2012            | середня спеціальна | позапартійний          | тимчасово не працює             |